# Etinamato
L'etinamato è un farmaco che presenta lievi proprietà sedative ed ipnotiche.
L'effetto ipnotico inizia a manifestarsi 20 minuti dopo l'ingestione e si protrae per circa 4 ore.

## Farmacocinetica
L'etinamato viene rapidamente assorbito dal tratto gastrointestinale.
Concentrazioni plasmatiche di 5,9-7,7 µg/ml si raggiungono un'ora dopo somministrazione orale di una dose di 1 g.

L'emivita plasmatica è di circa 2 ore.
Nel fegato l'etinamato viene idrossilato a 4-idrossietinamato.
Circa il 36% di una dose viene escreto nell'urine entro 24 ore sotto forma di trans-4-idrossietinamato o suo metabolita coniugato con acido glucuronico. Solo una piccola quota del farmaco viene eliminata in forma immodificata.

## Tossicologia
Nell'uomo la dose letale minima è di 15 g. È stata però osservata sopravvivenza anche dopo assunzione di 28 g.
Concentrazioni ematiche superiori a 100 µg/ml sono state associate a decessi.

## Usi clinici
L'etinamato trova impiego nel trattamento dell'insonnia.

## Effetti collaterali ed avversi
Gli effetti collaterali comprendono nausea, vomito, esantemi cutanei, febbre e porpora trombocitopenica.

## Dosi terapeutiche
L'etinamato si somministra per via orale in dosi di 0,5-1 g che è meglio assumere la sera, al momento di coricarsi.

## Avvertenze
I pazienti che esplicano lavori richiedenti integrità del grado di vigilanza (ad esempio la guida di automezzi e l'utilizzo di macchinari) debbono essere a conoscenza del fatto che il farmaco riduce la prontezza di riflessi.
In seguito ad assunzione cronica di dosi più elevate di quelle consigliate, il farmaco può indurre dipendenza fisica e psichica.
In seguito all'interruzione brusca del trattamento si può manifestare sindrome di astinenza simile a quella da barbiturici.
L'etinamato non deve essere somministrato in concomitanza con altri deprimenti del SNC, quali alcool o barbiturici, poiché ne potenzia l'effetto e la tossicità.